# KNSB Schaatsweek
De KNSB Schaatsweek was een onderdeel in de cyclus van het schaatsen in Nederland. Deze werd in de laatste week van december georganiseerd door de Koninklijke Nederlandsche Schaatsenrijders Bond. In die week werden dan de Nederlandse kampioenschappen schaatsen sprint voor mannen en vrouwen, de Nederlandse kampioenschappen marathonschaatsen op kunstijs en diverse kwalificatiewedstrijden afgewerkt. Daarnaast waren er nog andere activiteiten, zoals clinics, lezingen en masterclasses.
In de praktijk was het al jaren zo dat er in de week tussen Kerstmis en Nieuwjaar één of meerdere belangrijke schaatstoernooien waren. Zo waren in het seizoen 2010-2011 zowel het NK sprint (27 en 28 december 2010) als het NK allround (27, 28 en 29 december 2010) in die week en in de Olympische seizoenen 2005-2006 en 2009-2010 vonden beide keren de Olympische kwalificatietoernooien plaats op 27 t/m 30 december.

## 2011-2012
Tijdens de eerste editie, van maandag 26 december 2011 tot en met zondag 1 januari 2012, werden de volgende wedstrijden verreden: de Nederlandse kampioenschappen marathonschaatsen op kunstijs 2012 (26 december) de kwalificatiewedstrijd voor de Europese kampioenschappen schaatsen 2012 (26, 27 en 28 december) en de kwalificatiewedstrijden voor het tweede deel van de wereldbeker schaatsen 2011/2012 (26, 27, 28, 29 en 30 december); de kwalificatiewedstrijd op de massastart waren ook de officieuze Nederlandse kampioenschappen. Op zondag 1 januari werd de Schaatsweek afgeslopen met een Superprestige marathon op FlevOnice in Biddinghuizen.

## 2012-2013
Tijdens de tweede editie, van woensdag 26 december 2012 tot en met zondag 6 januari 2013, werden de volgende wedstrijden verreden: de Nederlandse kampioenschappen marathonschaatsen op kunstijs 2013 (26 december),  de Nederlandse kampioenschappen schaatsen allround 2013 (29 en 30 december), de kwalificatiewedstrijden voor het tweede deel van de wereldbeker schaatsen 2012/2013 op de 1500 meter (2 januari), het eerste Nederlands kampioenschap schaatsen massastart 2013 (2 januari) en de Nederlandse kampioenschappen schaatsen sprint 2012 (5 en 6 januari).

## 2013-2014
De derde editie van de schaatsweek vond plaats van donderdag 26 december 2013 tot en met zondag 5 januari 2014, er werden diverse activiteiten georganiseerd maar het topsportprogramma stond volledig in het teken van het KNSB Kwalificatietoernooi 2014.
2011-2012 · 
2012-2013 · 
2013-2014